# 代数学 (花拉子米)

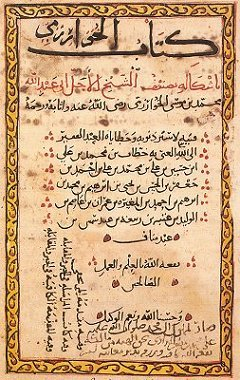

代数学，直译为完成和平衡计算法概要（阿拉伯語： ٱلْكِتَاب ٱلْمُخْتَصَر فِي حِسَاب ٱلْجَبْر وَٱلْمُقَابَلَة, al-Kitāb al-Mukhtaṣar fī Ḥisāb al-Jabr wal-Muqābalah ; 拉丁語： ; 英语：The Compendious Book on Calculation by Completing and Balancing )是波斯数学家花拉子米于公元820年左右在今伊朗境内的巴格达撰写的关于代数的阿拉伯数学论文。 《代数学》是数学史上具有里程碑意义的著作，将代数确立为一门独立的学科，并创造了Algebra（代数学）一词（词源为阿拉伯语标题中的“al-Jabr”） 。这部著作不仅影响了伊斯兰世界，还直接影响了13世纪的欧洲（在11世纪晚期到12世纪早期时，阿拉伯语的作品被首次翻译到西方世界）。
《代数学》详尽地介绍了如何求解二次多项式方程的正根。:228。它是第一个为了代数而教授代数的文本。它发现了代数学最基本的概念：“减少”和“平衡”，即取消等式两边的项的过程。 数学历史学家Victor视《代数学》为第一本真正的代数文本。《代数学》于1145年由切斯特的罗伯特翻译成拉丁文，被用作欧洲大学主要数学教科书，直到16世纪才被取代。